# タマゴケ科
タマゴケ科（Bartramiaceae）は、蘚類の分類群の一つ。本科のみでタマゴケ目（Bartramiales）を構成する(単型)。

## 概要
タマゴケ科は1科でタマゴケ目を構成する比較的小さな科で、その単系統性は形態的特徴と葉緑体DNAを用いた系統分類学的な研究結果によって支持されている。
茎はふつう立ち、下部に仮根をもつ。葉は広い披針形から線状披針形で、葉縁は平坦だが、葉の上部には鋸歯をもつ。

## 分類
タマゴケ科には3亜科10属375種を含み、うち日本には6属が分布する。またこれらの属以外に、単型の属である Catoscopium 属をタマゴケ科に含める考えもあるが、通常独立した分類群 (Catoscopiaceae) として扱われる。

### 下位分類
- 亜科 Conostomoideae
  - Conostomum, 7種。
- 亜科 Bartramioideae
  - Anacolia, 7種。

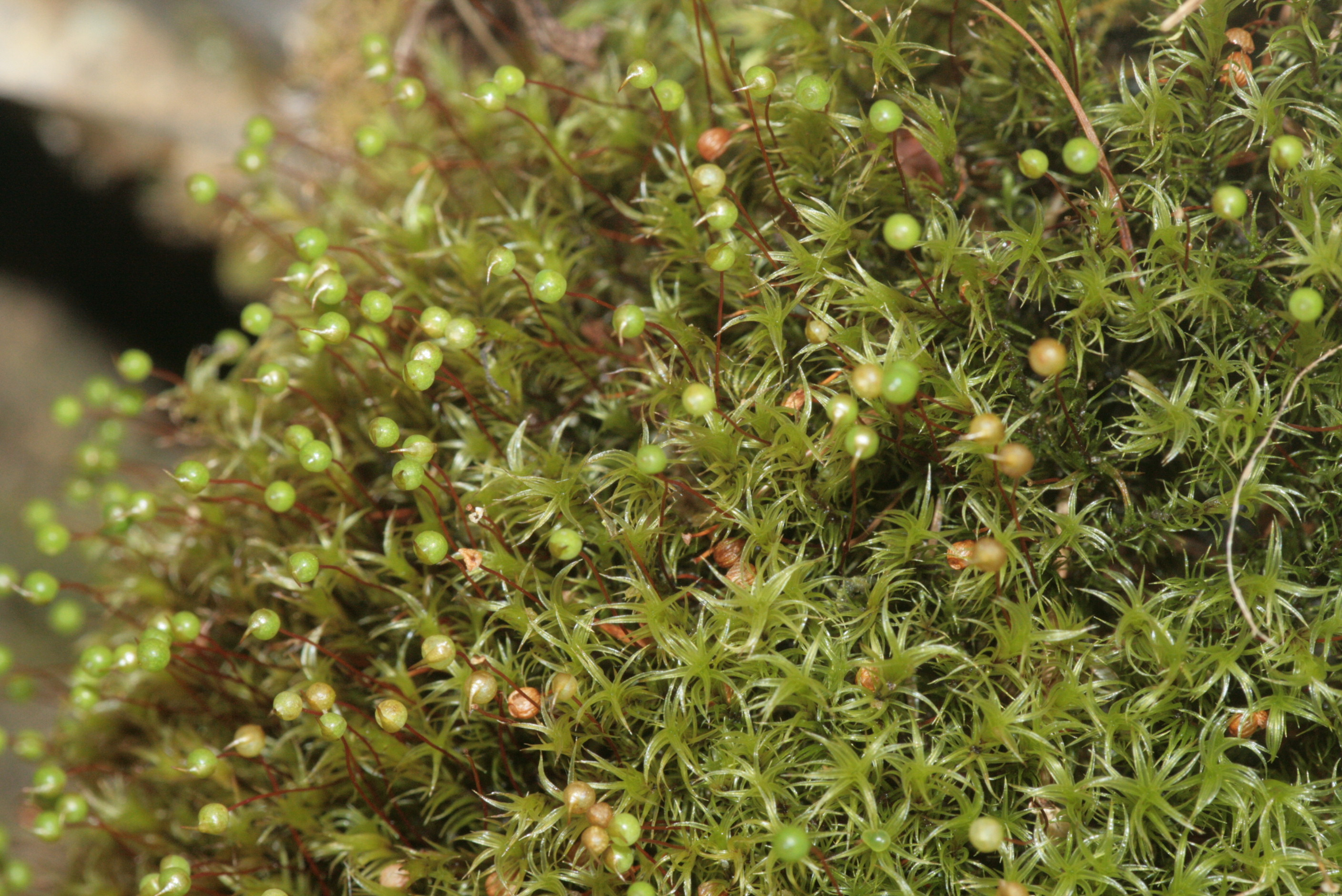
エゾタマゴケ

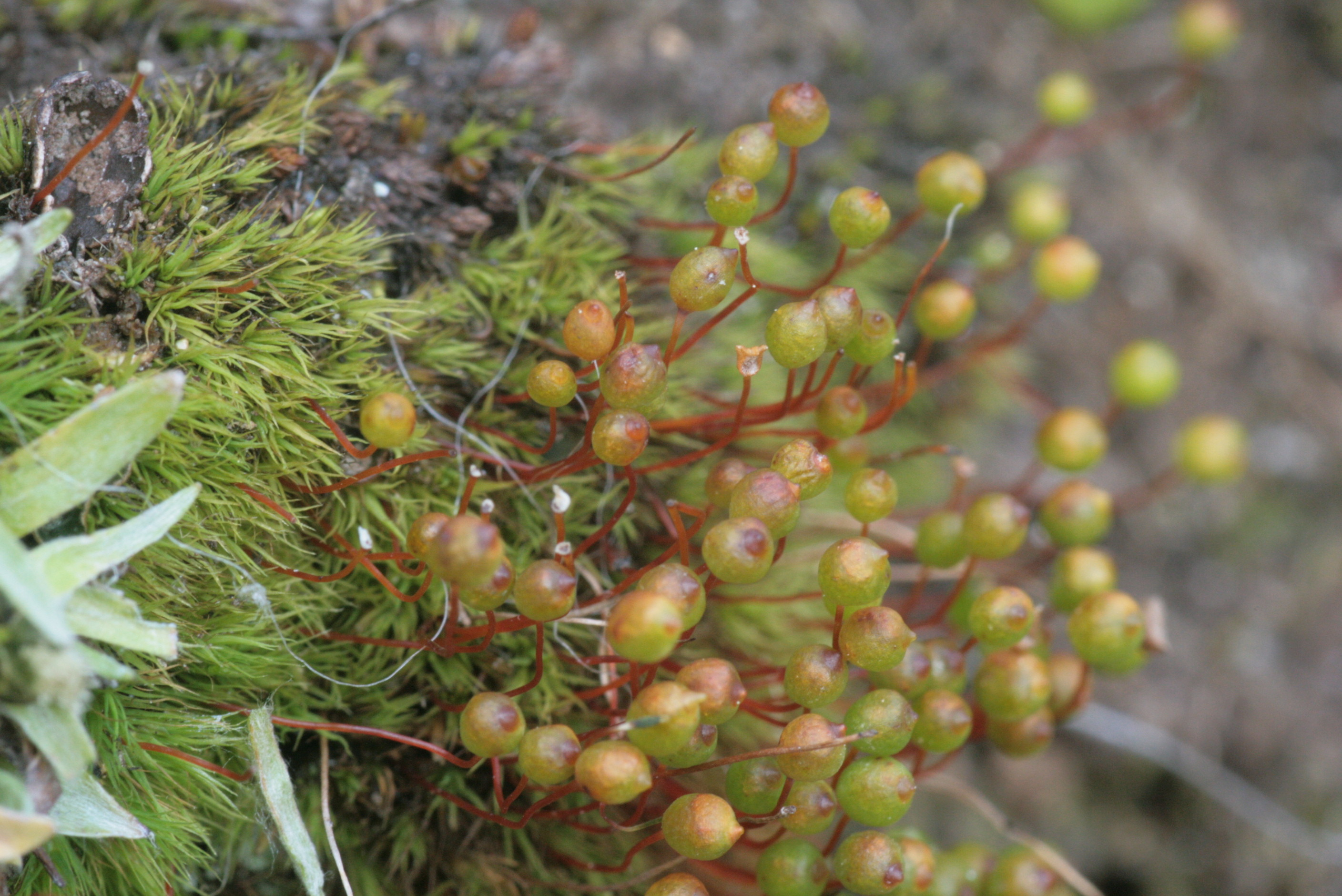
コウライタマゴケ

  - Bartramia, タマゴケ属 - 60種。タマゴケ、クモタマゴケなど
  - Flowersia, 4種。
  - Leiomela, 13種。
  - Neosharpiella, 2種。
  - Plagiopus, エゾタマゴケ属 - エゾタマゴケ1種のみが所属。
- 亜科 Breutelioideae
  - Fleischerobryum, ナガクビサワゴケ属 - 2種。ナガクビサワゴケなど
  - Breutelia, ウワバミゴケ属 - 93種。
  - Philonotis, サワゴケ属 - 185種。サワゴケ、カマサワゴケなど。